# Birendra Basak
Birendra Nath Basak (1º febbraio 1912 – ...) è stato un pallanuotista indiano, che ha partecipato alle Olimpiadi di Helsinki 1952.